# Ліза Пу
Ліза Пу (фр. Lisa Pou, 28 травня 1999) — французька плавчиня.
Призерка Чемпіонату Європи з водних видів спорту 2018 року.